# The Dolly Sisters
The Dolly Sisters is een Amerikaanse film uit 1945 onder regie van Irving Cummings. De film werd genomineerd voor een Oscar.
In Nederland kreeg de film tijdens de filmkeuring een keuring van 18 jaar en ouder, omdat de film "een min of meer decadente, zwoele en prikkelende sfeer uitstraalt".

## Verhaal
Met hulp van hun oom Latsie Dolly reizen twee zussen in 1904 vanuit Hongarije naar New York. Strevend naar een carrière in de muziek, doen ze onmiddellijk sollicitaties en krijgen ze een baan in een danscafé. In 1912 hebben ze echter nog geen promotie kunnen maken, omdat ze nog altijd bezig zijn met het afbetalen van gokschulden van hun oom. Wanneer het geluk aan hun zijde komt, krijgen ze de kans een theatershow te openen. Wanneer ze zanger Harry Fox ontmoeten, regelt hij voor hen een auditie bij de machtige Hammerstein. Ze blijken in de smaak te vallen en groeien uit tot bekendheden. Al gauw ervaren ze de voordelen van roem, maar ontdekken ook dat dit niet altijd even prettig is.

## Rolverdeling
| Acteur            | Personage             |
| ----------------- | --------------------- |
| Betty Grable      | Yansci 'Jenny' Dolly  |
| June Haver        | Roszika 'Rosie' Dolly |
| John Payne        | Harry Fox             |
| S.Z. Sakall       | Oom Latsie Dolly      |
| Reginald Gardiner | Tony                  |
| Frank Latimore    | Irving Netcher        |
| Gene Sheldon      | Professor Winnup      |
| Sig Ruman         | Ignatz Tsimmis        |
| Trudy Marshall    | Lenora Baldwin        |
| Mae Marsh         | Annie                 |

## Filmmuziek
- Hungarian Dance No. 5 - Gedanst door Betty Grable en June Haver.
- The Vamp - Uitgevoerd door Grable en Haver.
- I Can't Begin to Tell You - Gezongen door John Payne. Herhaald door Payne, Grable en Haver.
- Give Me the Moonlight, Give Me the Girl - Gezongen door Grable, Payne en het koor.
- We Have Been Around - Uitgevoerd door Grable en Haver.
- Carolina in the Morning - Uitgevoerd door Grable en Haver.
- Don't Be Too Old Fashioned (Old Fashioned Girl) - Uitgevoerd door Grable en Haver.
- Powder, Lipstick and Rouge - Uitgevoerd door Grable, Haver en de showgirls.
- I'm Always Chasing Rainbows - Gezongen door Grable en Payne.
- The Darktown Strutters' Ball - Uitgevoerd door Grable, Haver en de showgirls.
- Arrah Go On, I'm Gonna Go Back to Oregon - Gezongen door het koor. Herhaald door Payne.
- Mademoiselle from Armentieres - Gezongen door het koor.
- Oh! Frenchy - Gezongen door het koor.
- Pack Up Your Troubles in Your Old Kit Bag - Gezongen door het koor.
- The Sidewalks of New York - Uitgevoerd door Grable en Haver.